# Internazionali di Tennis di San Marino 1994
Gli Internazionali di Tennis di San Marino 1994 sono stati un torneo di tennis giocato sulla terra rossa. È stata la 7ª edizione degli Internazionali di Tennis di San Marino, che fanno parte della categoria World Series nell'ambito dell'ATP Tour 1994. Si sono giocati a San Marino nella Repubblica di San Marino, dall'8 al 14 agosto 1994.

## Campioni

### Singolare
Carlos Costa ha battuto in finale  Oliver Gross con il punteggio di 6–1, 6–3.

### Doppio
Neil Broad /  Greg Van Emburgh hanno battuto in finale  Jordi Arrese /  Renzo Furlan con il punteggio di 6–4, 7–6.